# Palafitta

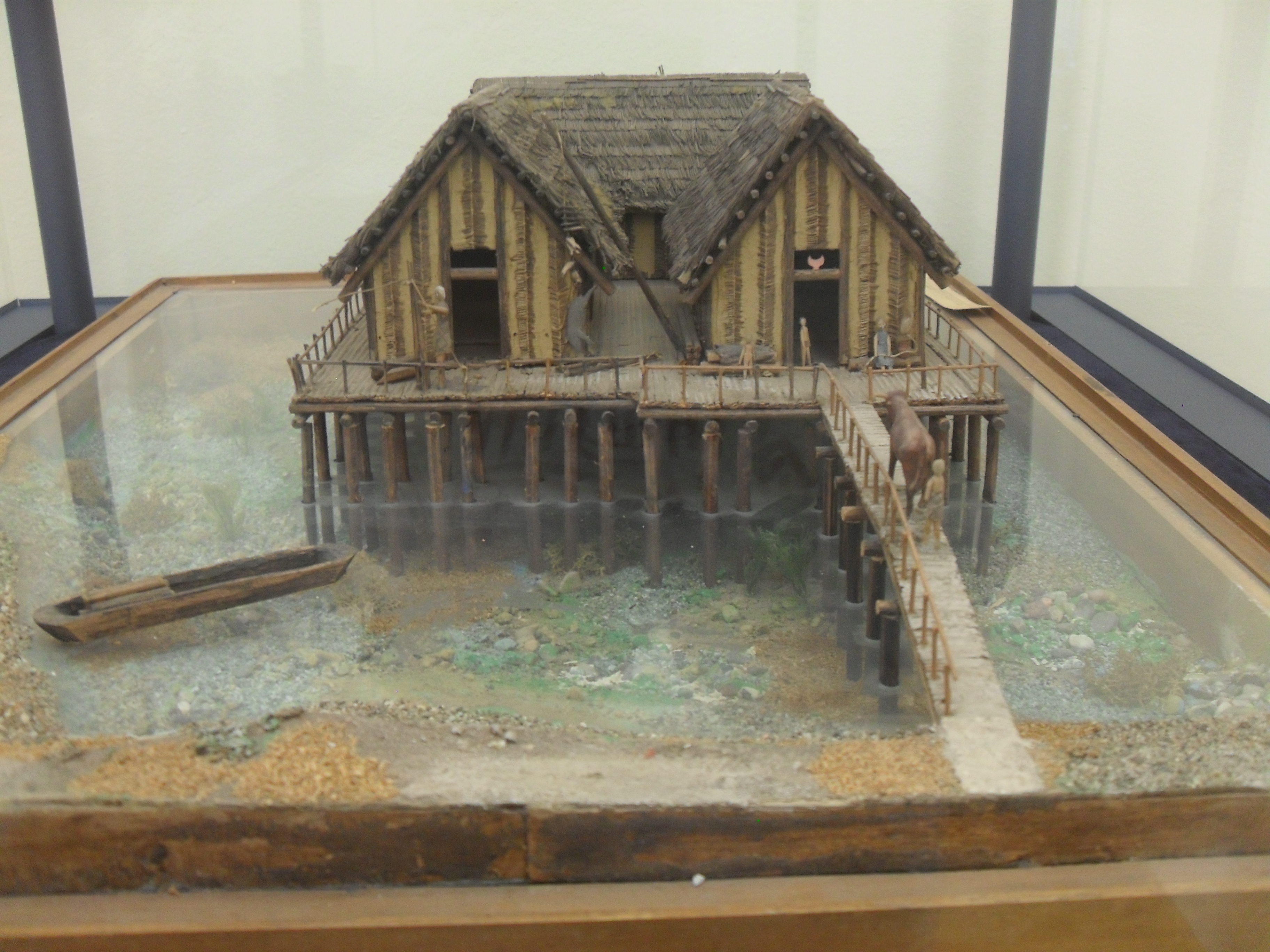
Ricostruzione in miniatura di una palafitta

Le palafitte sono abitazioni utilizzate soprattutto in antichità ma tuttora in uso presso alcune popolazioni africane, asiatiche e sudamericane.
Queste case sono state utilizzate principalmente come protezione contro le inondazioni, ma servivano anche per tenere lontani i predatori.

## Storia e descrizione
Le palafitte, nell'Età del Bronzo erano comuni in Italia nella regione Alpina e nella Pianura Padana. Alcuni resti inoltre sono stati trovati nella palude di Lubiana in Slovenia e presso i laghi Mondsee e Attersee in Alta Austria. Nel giugno 2011, le palafitte preistoriche di sei Stati alpini, sono state designate come patrimonio mondiale dell'UNESCO. Secondo le testimonianze archeologiche, le palafitte erano una norma di architettura nelle isole Caroline e Micronesia e sono ancora presenti oggi in Oceania. Oggi, le palafitte sono ancora comuni in alcune parti della costa dei Mosquito nel nord-est del Nicaragua, nel nord del Brasile, a sud dell'Asia orientale, in Nuova Guinea e in Africa Occidentale. Nelle Alpi, edifici simili, conosciuti come raccard, sono ancora in uso ma vengono utilizzati come semplici granai. In Inghilterra, i granai sono immessi su delle pietre chiamate staddle stones, esse sono molto simili a delle palafitte, e sono elevate rispetto al terreno per evitare che topi e ratti arrivino al grano. I granai sulle palafitte sono anche una caratteristica comune in Africa occidentale, ad esempio, nelle regioni di lingua Malinke del Mali e Guinea. 

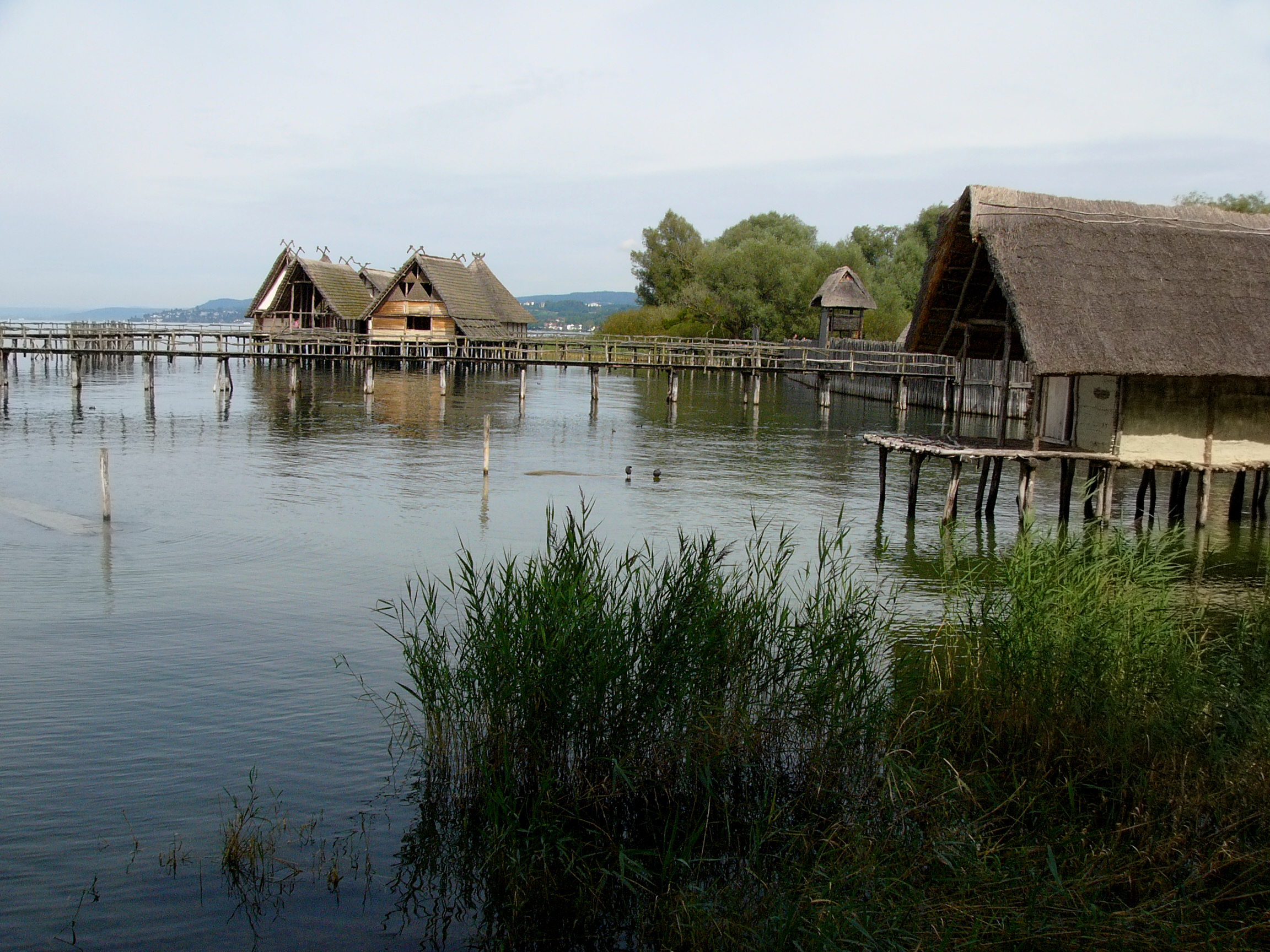
Il Museo delle Palafitte di Uhldingen-Mühlhofen, in Germania.

La palafitta è costruita su una piattaforma di legno strutturale sorretta da pali sempre in legno infissi specialmente nel fondo o sulla riva di fiumi, lagune, paludi o talvolta anche sul terreno asciutto, che sostiene una o più capanne di paglia, legno, canne o altro materiale.
Si distingue inoltre per il tipo di realizzazione tra Palafitta "su bonifica" (o semplicemente "Bonifica"), costruita in sponda allo specchio o corso d'acqua su un impalcato appoggiato al terreno con tronchi infissi nel limo per consolidarlo, e vera e propria "Palafitta aerea", arrampicata su impalcature aeree sospese sopra il pelo dell'acqua.
In Italia il primo ritrovamento di una palafitta risale al 1860 ed avvenne a Mercurago, nei pressi di Arona, in Provincia di Novara, nella zona dove attualmente è presente il Parco naturale di Mercurago; assieme ai resti della costruzione, tornò alla luce anche una piroga intagliata nel legno.
Un altro sito palafitticolo, il cosiddetto Villaggio delle Macine, considerato finora come il più grande d'Italia, è stato rinvenuto nel 1984 a Castel Gandolfo, sulle rive del lago Albano, nei Castelli Romani.
In Germania si trova un museo all'aria aperta che ripropone abitazioni-palafitte dal Neolitico all'Età del Bronzo, ricostruite fra il 1922 e il 1941, sulle rive del Lago di Costanza, nel comune di Uhldingen-Mühlhofen.

## Materiali impiegati
I materiali utilizzati per la costruzione di queste abitazioni furono principalmente: il legno, la paglia (per le capanne) o le canne da bambù.
Le palafitte ebbero un grande sviluppo e divennero molto diffuse nel Neolitico. Si svilupparono in tutta Europa, in particolare in Italia Settentrionale durante l'età del bronzo.
Col passare del tempo subirono delle trasformazioni, ad esempio l'utilizzo di pali più grossi e robusti, l'utilizzo di nuove tecniche di costruzione (più efficaci e durature) e la loro costruzione si spostò dall'acqua alla riva dei laghi.
Nonostante i vantaggi di queste abitazioni, si possono riscontrare anche molti lati negativi, come ad esempio il continuo bisogno di cambiare i pali di legno che sostenevano le piattaforme. Questo perché poteva capitare che essi non reggessero più il peso che dovevano sostenere, oppure marcivano a causa dell'acqua. Anche il fondale acquitrinoso recava spesso problemi, poiché i pali non riuscivano ad aderire e a stabilirsi bene al terreno.

## I villaggi palafitticoli della zona prealpina
A partire dal VI millennio a.C., alcune popolazioni provenienti dall’Egeo e dal vicino Oriente si stabilirono nella zona prealpina, organizzandosi in villaggi costruiti su impalcature lignee nelle vicinanze delle sponde del lago di Varese (Isolino Virginia, Cazzago Brabbia, Bodio Lomnago) 
Queste popolazioni erano dedite all’agricoltura e, grazie alle vie di comunicazione fluviali e lacuali, strinsero rapporti commerciali con gli abitanti della Liguria occidentale, del Piemonte meridionale e occidentale, nonché con le isole Eolie, la Sardegna e le alpi Lepontine.
Nel II millennio a.C., tra l’età del Bronzo antico e l’inizio del Bronzo medio (circa 2200 a.C. – 1600 a.C.), si svilupparono nuovi villaggi, in posizione più riparata, anche sulle sponde del lago di Monate e del lago di Comabbio. 
I ritrovamenti di forme di fusione all’Isolino Virginia e di reperti bronzei, in particolare lame di pugnale, asce e spilloni, ritrovati nel lago di Monate, documentano insediamenti dediti ad una produzione metallurgica di serie.
Fu forse poi a causa del peggioramento climatico avvenuto all’inizio del XVII sec. a.C., che i villaggi palafitticoli furono progressivamente abbandonati e le popolazioni si trasferirono sulle colline prealpine, anche in concomitanza con le nuove incursioni di gruppi celtici provenienti dalle valli alpine.

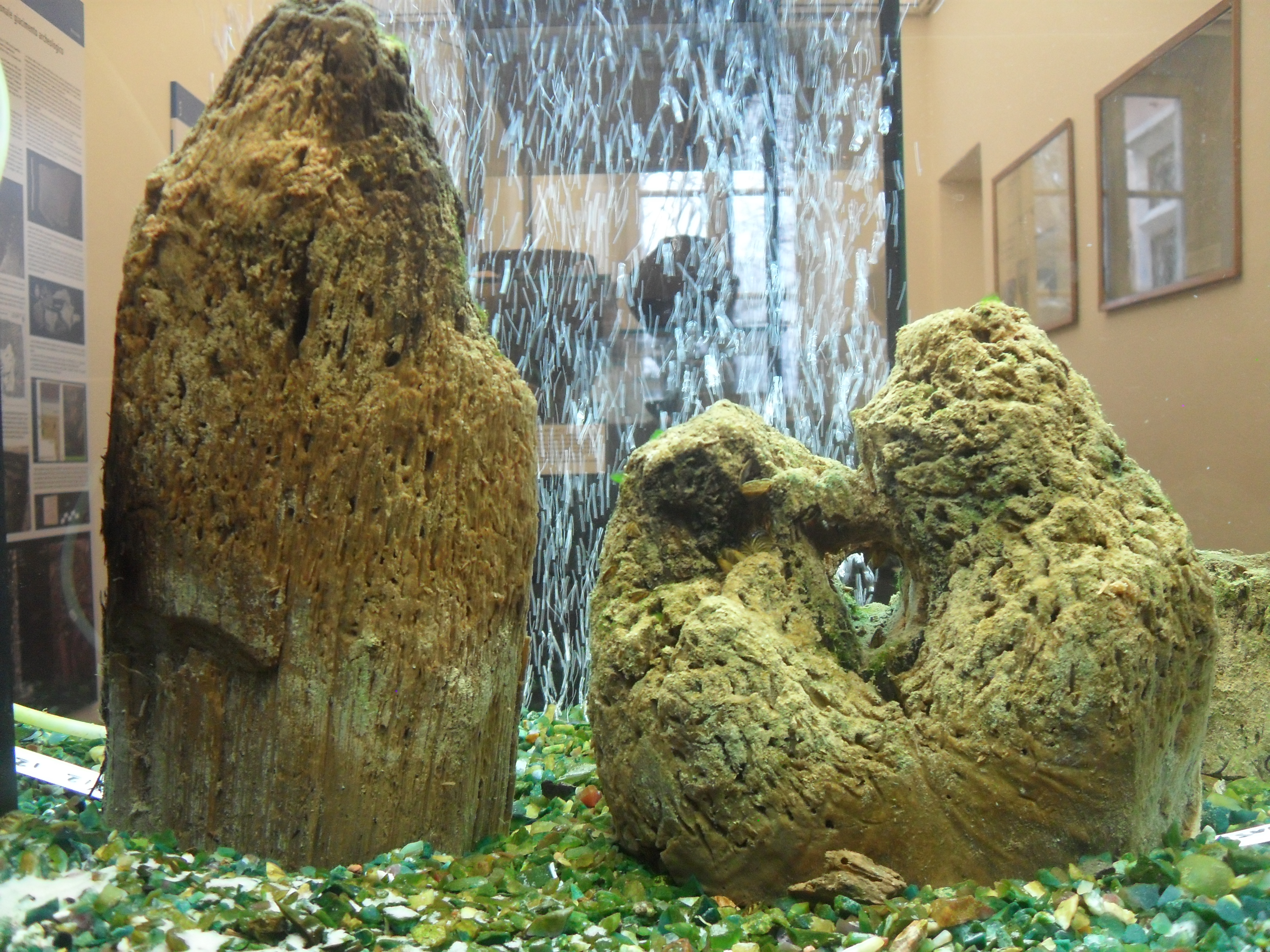
Resti conservati al museo di Villa Mirabello

## La zona di Varese
Varese è una zona ricca in quanto a siti archeologici palafitticoli; in particolar modo all'Isolino Virginia, gli scavi iniziati alla fine del XIX sec, portarono alla scoperta di alcuni resti ora collocati al museo di museo di Villa Mirabello.
Questi resti appartengono a un periodo che va dal Neolitico all'Età del bronzo, e consistono per la maggior parte nelle basi dei pali conficcati nel fondale fangoso del lago, che grazie alla mancanza di ossigeno e al pH acido si sono conservati fino ai giorni nostri. 
Poiché le cellule del legno si gonfiano a causa dell'acqua e una volta all'aria aperta si deformano molto velocemente, per conservarli si ricorre ad una soluzione di acqua e zucchero che va a sostituire l'acqua lacustre.

## Galleria d'immagini

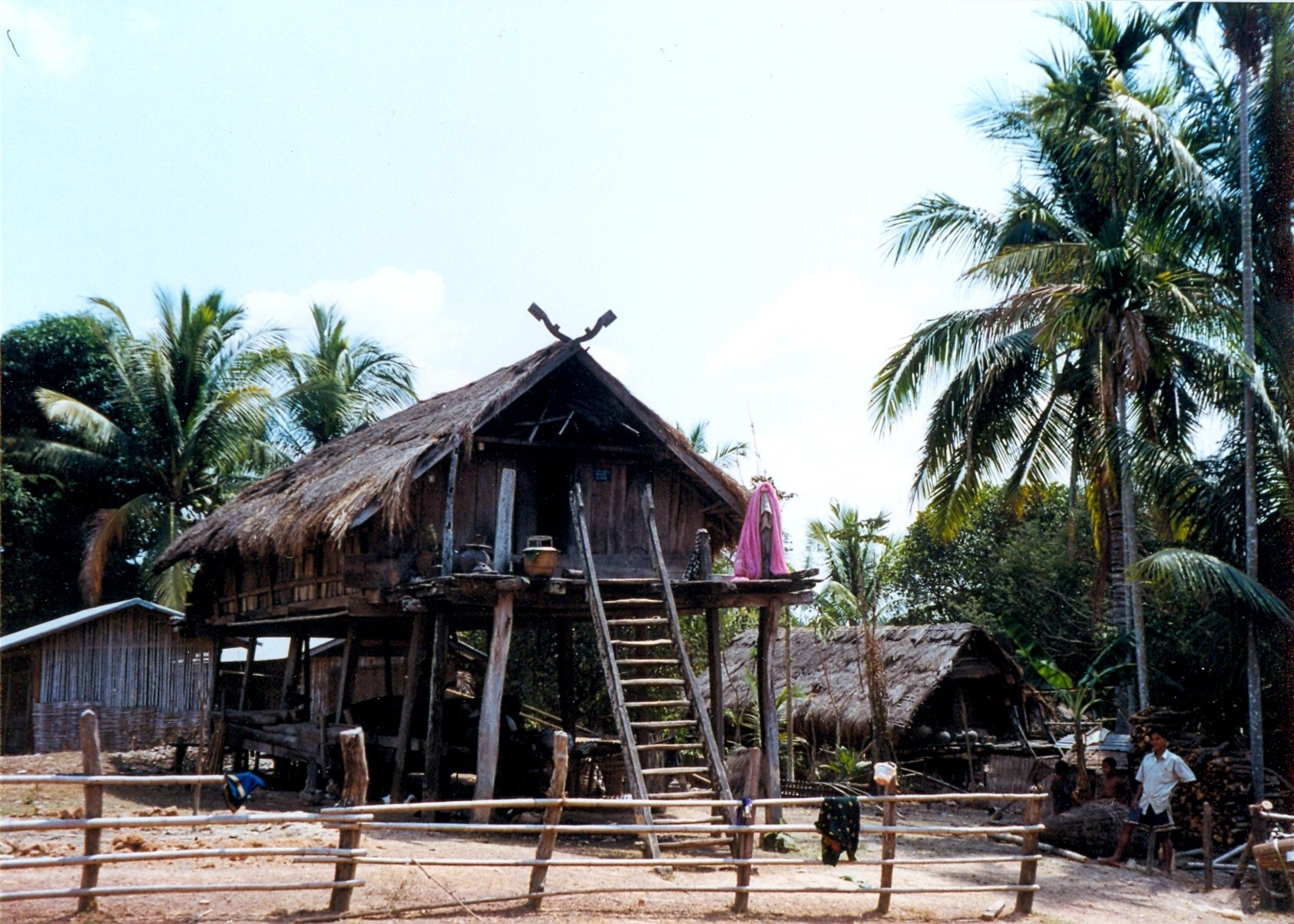
Palafitta nella provincia di Attapeu, nel sud del Laos
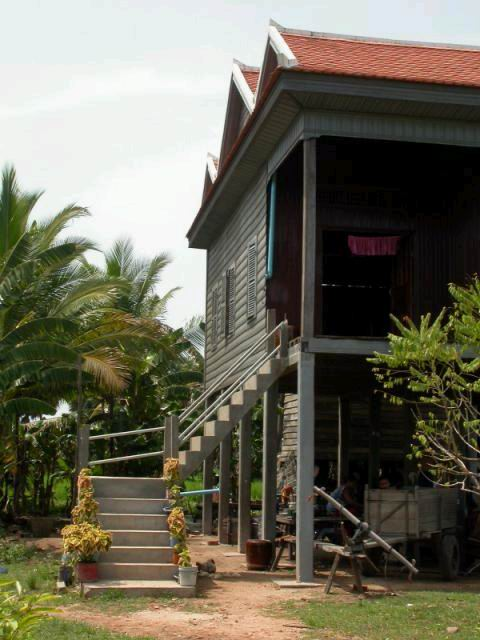
Palafitta in Cambogia
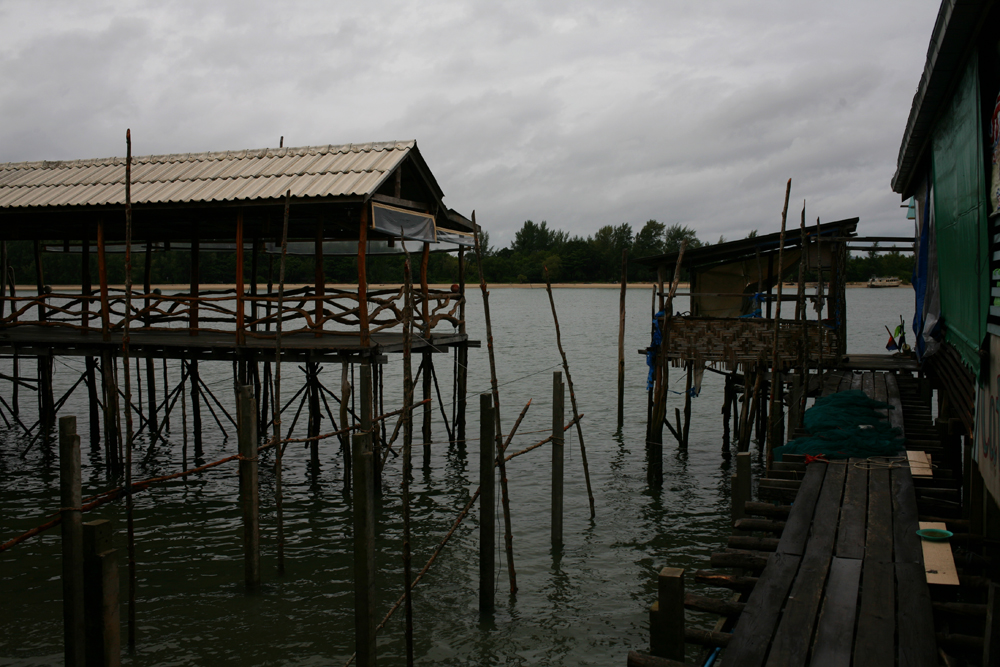
Palafitta nella Thailandia meridionale
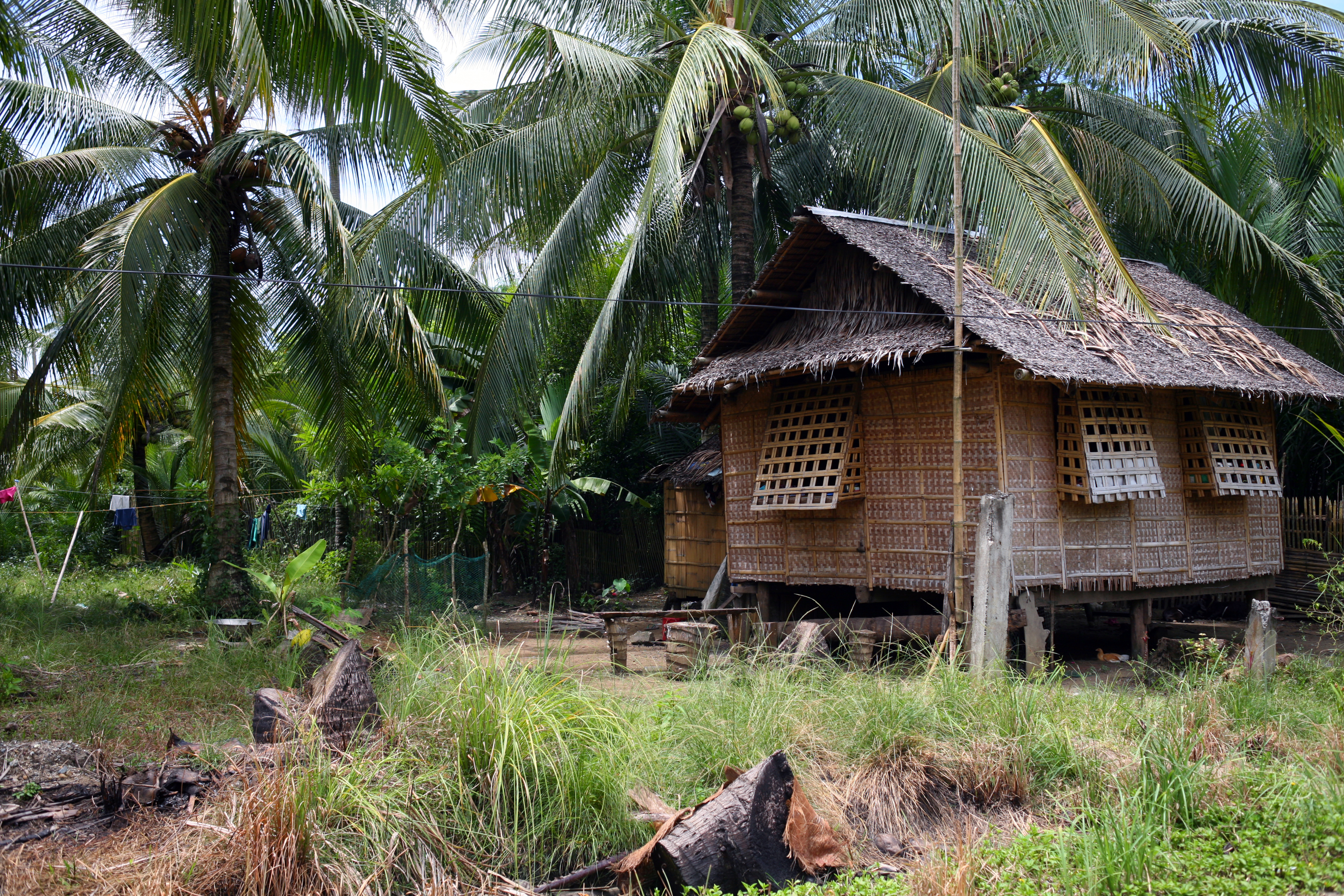
Palafitta abitativa nell'isola di Panay, Filippine
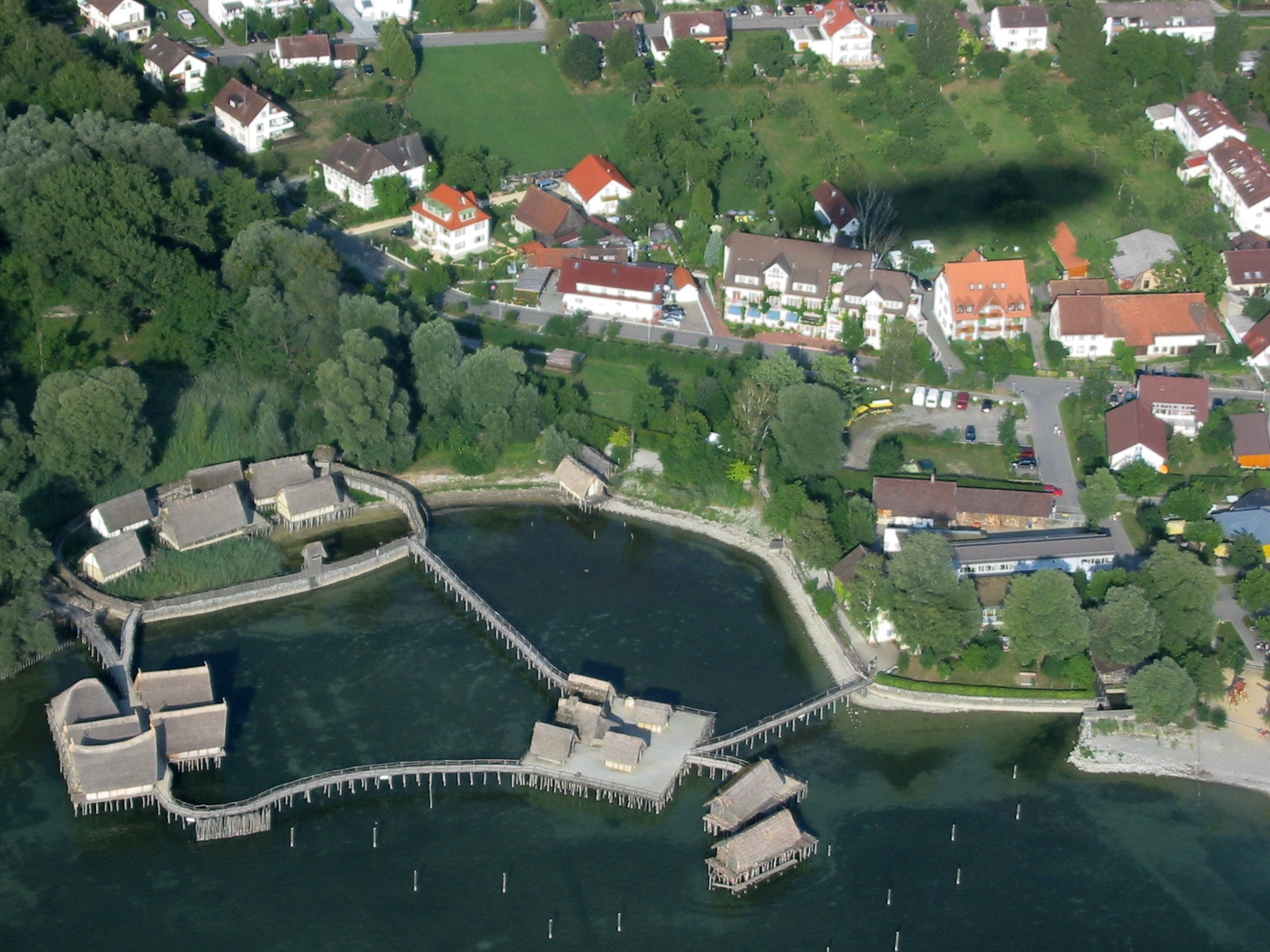
Il Museo delle Palafitte a Uhldingen-Mühlhofen, Germania
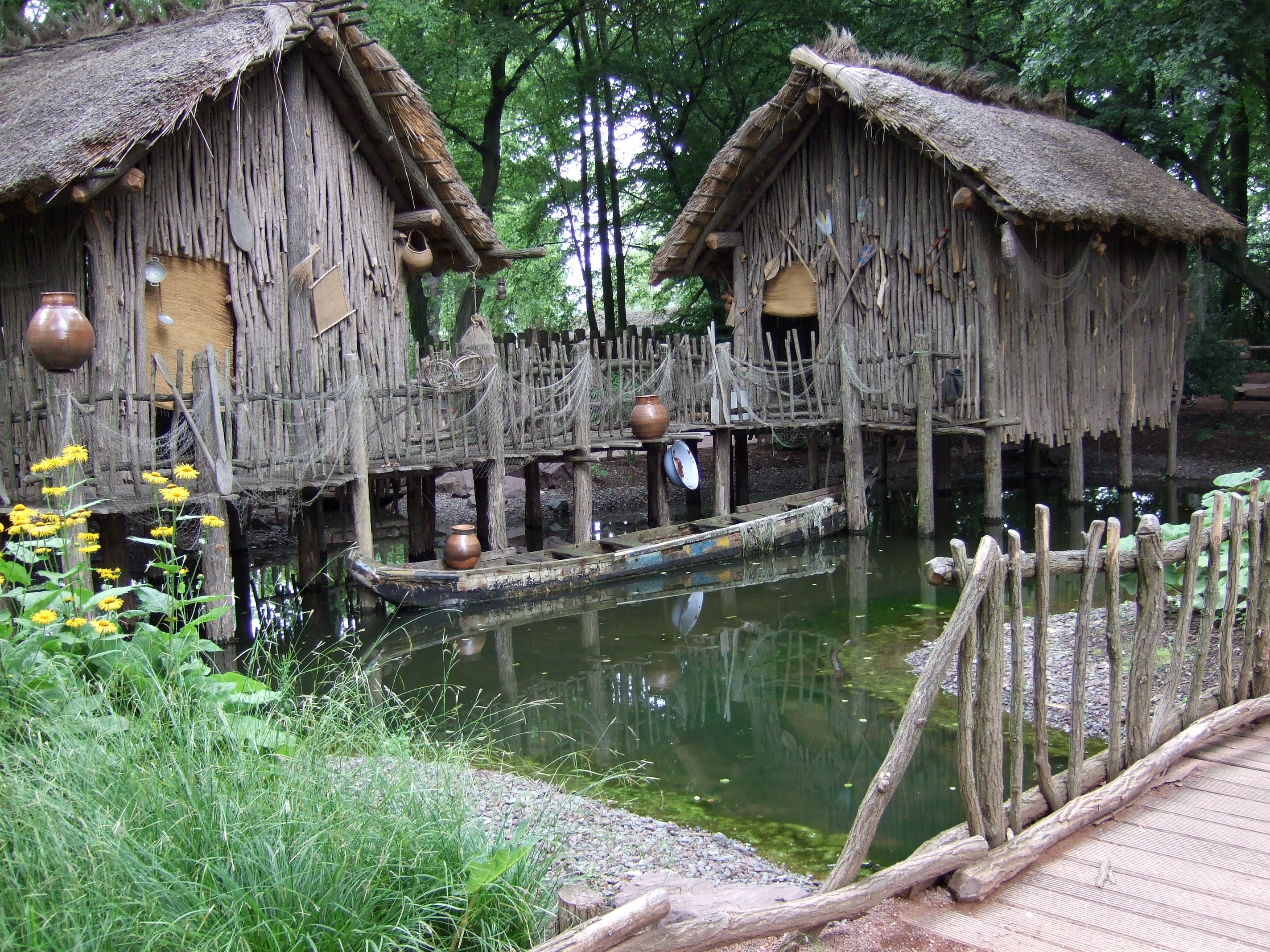
Una casa simile ad una palafitta africana ricostruita, Germania
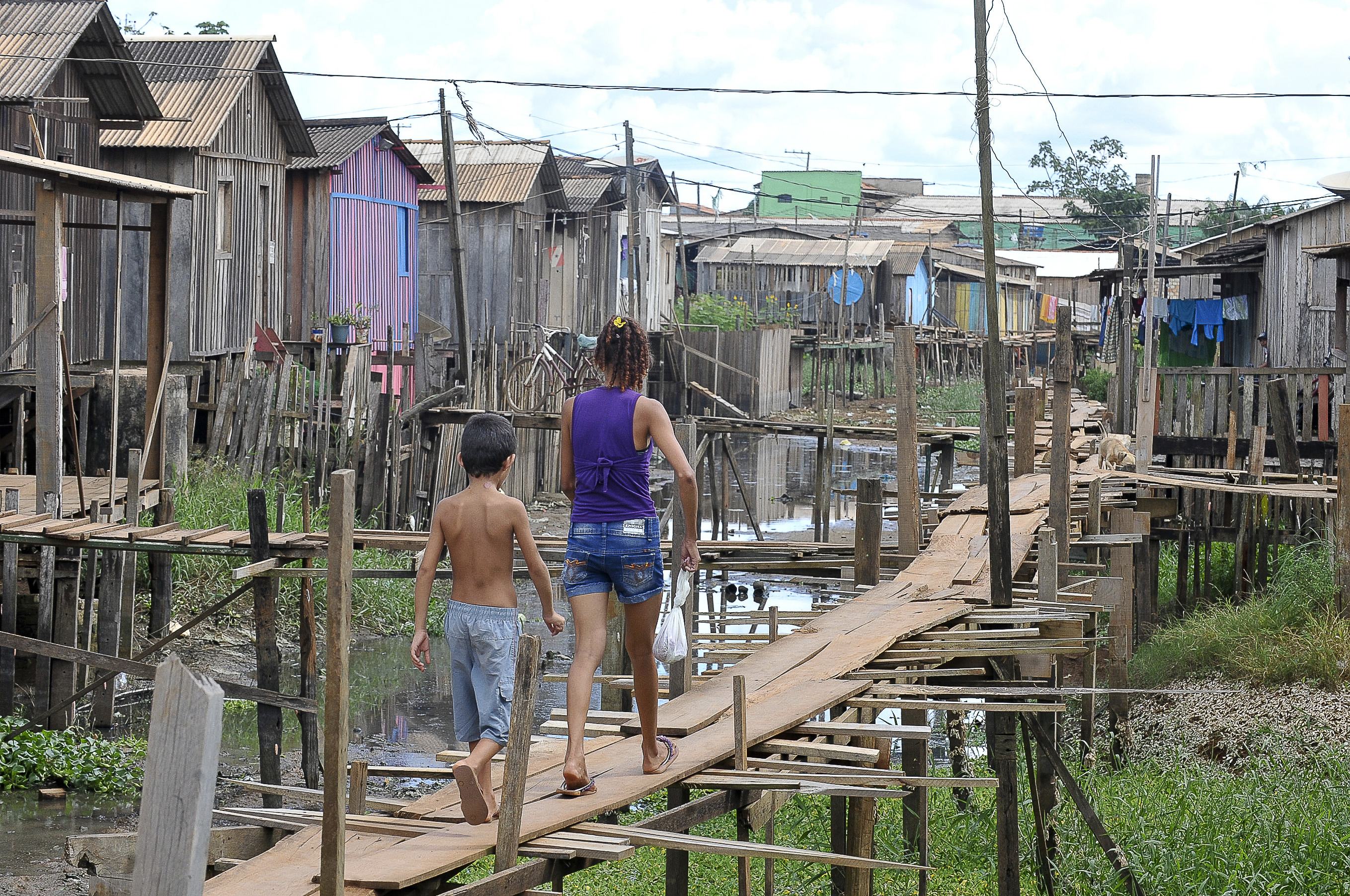
Palafitte in Brasile
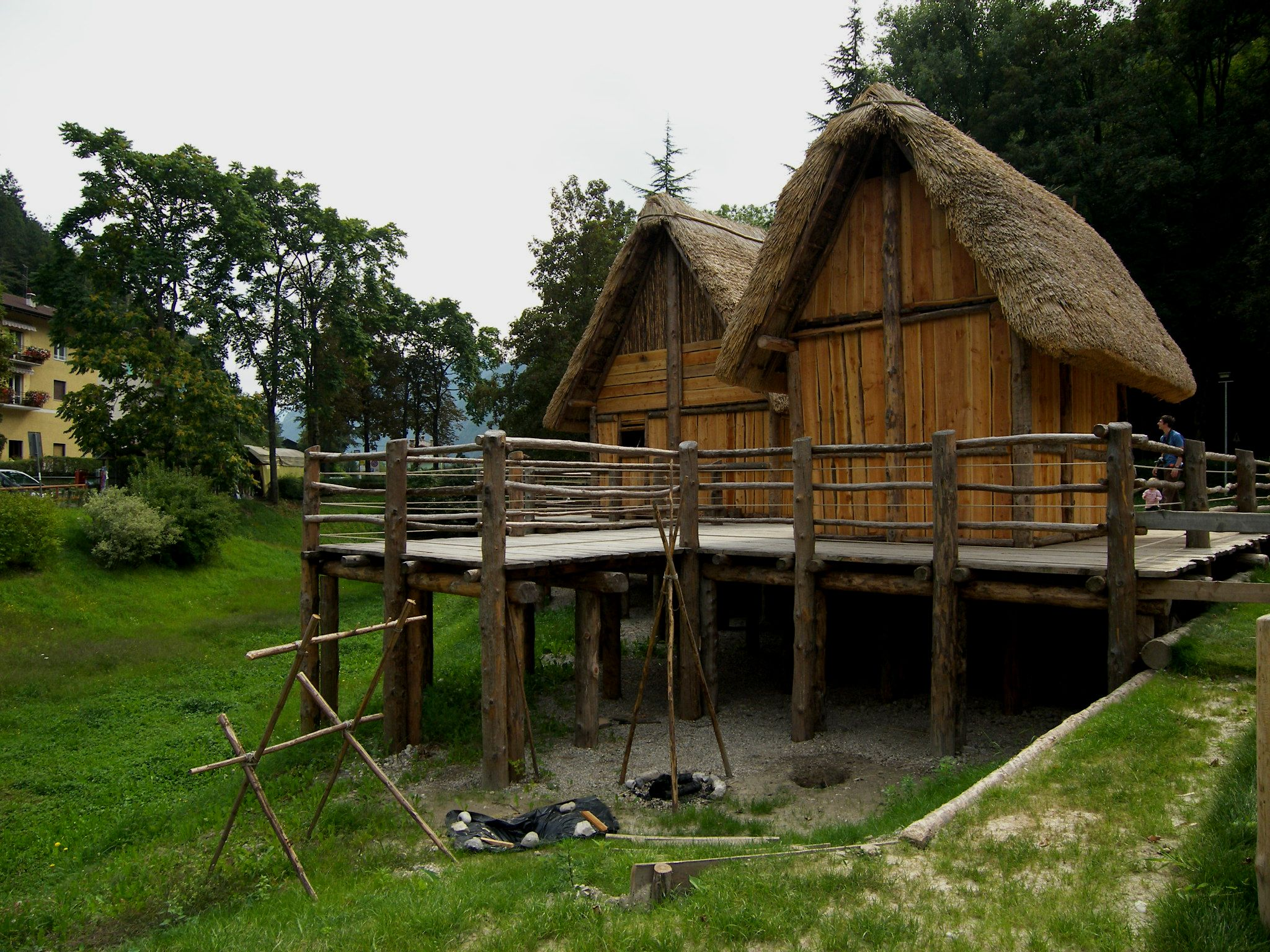
Ricostruzione di palafitte del tardo Neolitico, Lago di Ledro (Molina), Trentino, Italia
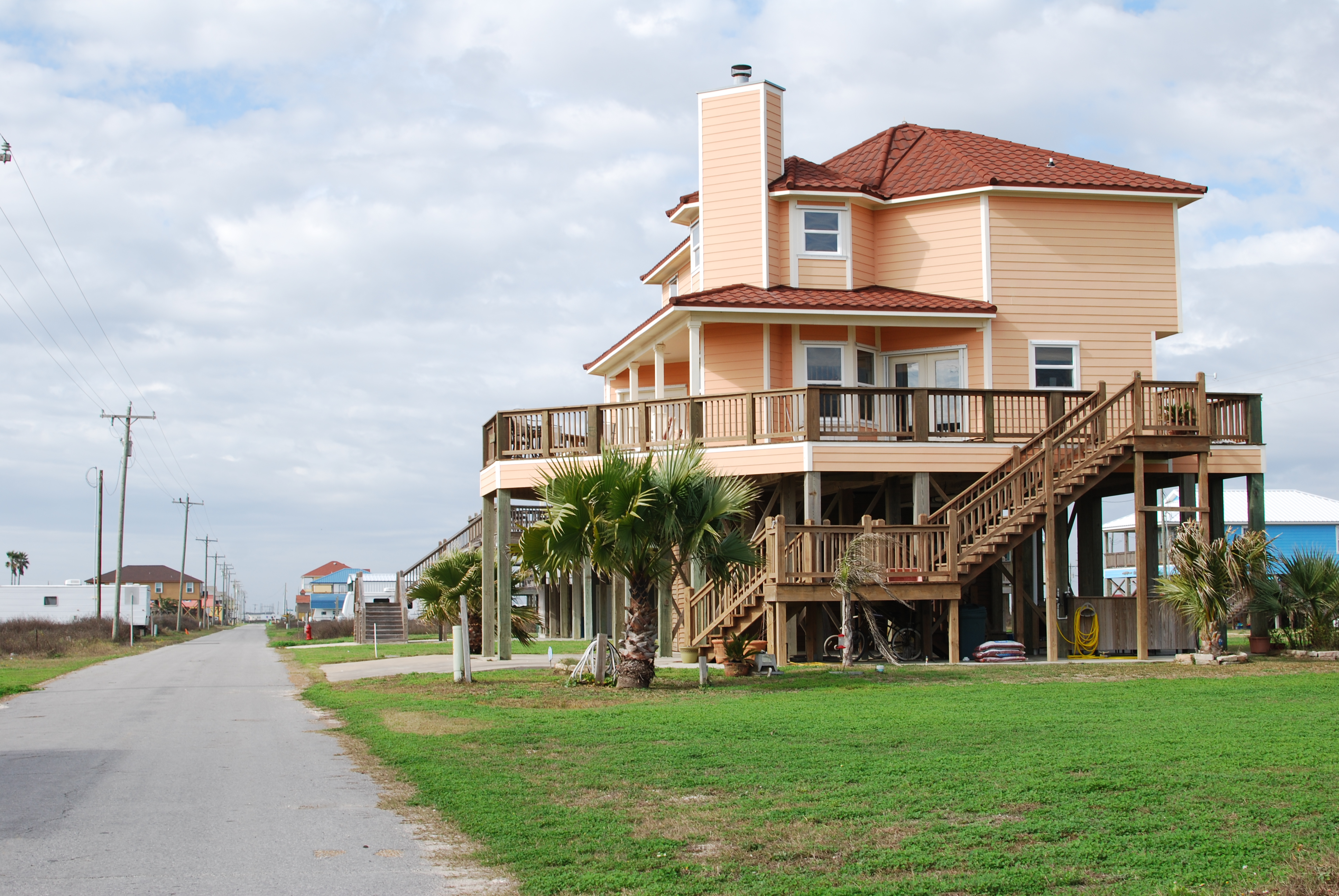
Casa su base di palafitta ad Holly Beach, Louisiana
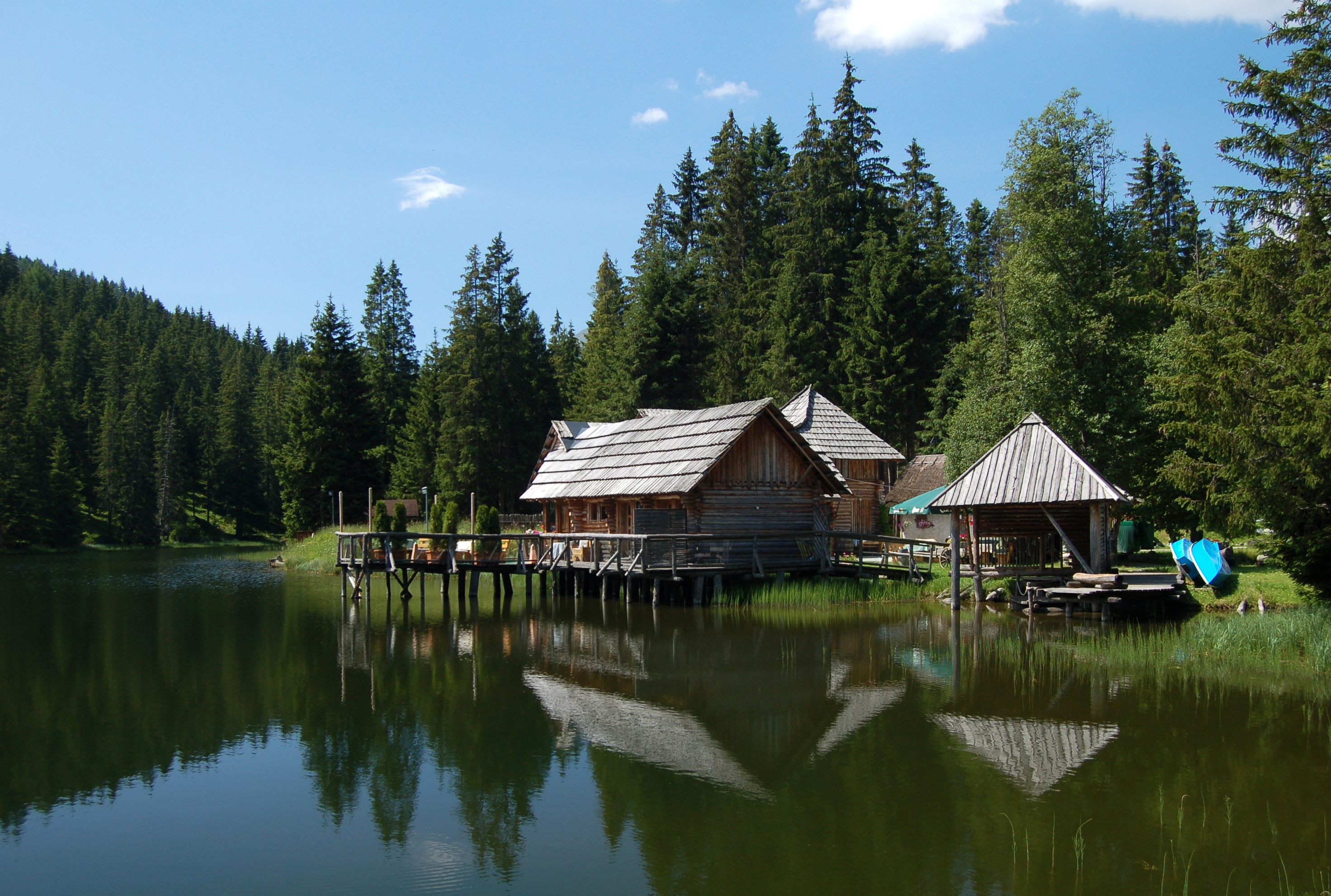
Ristorante ispirato alle palafitte celtiche, Hohentauern, Austria